# Muhammad Aslam
Sardar Mohammad Aslam (Faisalabad, 1910 - onbekend) was een Indiaas hockeyer. Sullivan was een aanvaller.
Aslam won met de Indiase ploeg de olympische gouden medaille in 1932. 

## Resultaten
- 1932  Olympische Zomerspelen in Los Angeles